# Lagenocarpus alboniger
Lagenocarpus alboniger là loài thực vật có hoa trong họ Cói. Loài này được (A.St.-Hil.) C.B.Clarke mô tả khoa học đầu tiên năm 1908.